# OpenQASM
OpenQASM — открытая реализация языка для квантового программирования, за основу принято наименование и некоторое наследование синтаксиса ассемблера.

## История
Язык программирования был впервые описан в статье, опубликованной в июле 2017 года, а эталонная реализация исходного кода была выпущена как часть IBM Quantum Information Software Kit (Qiskit) для использования с их облачной платформой квантовых вычислений — IBM Quantum Experience. Этот язык имеет схожие качества с традиционными языками описания оборудования, такими как Verilog.

## Описание
Разработан для описания квантовых схем и алгоритмов, для выполнения таковых на квантовых компьютерах. Включает механизм для описания явного времени выполнения инструкций. Аппаратные реализации языка могут не поддерживать весь спектр операций с данными, описанных в спецификации. Ожидается, что компиляторы для OpenQASM будут поддерживать широкий спектр классических операций для констант времени компиляции, но поддержка этих операций может различаться в разных реализациях.